# Serpukhoviano
| Permiano                                                                                              | Cisuraliano    | Asseliano     | Più recente   |
| Carbonifero                                                                                           | Pennsylvaniano | Gzheliano     | 303,7 ± 0,1   |
| Carbonifero                                                                                           | Pennsylvaniano | Kasimoviano   | 307,0 ± 0,1   |
| Carbonifero                                                                                           | Pennsylvaniano | Moscoviano    | 315,2 ± 0,2   |
| Carbonifero                                                                                           | Pennsylvaniano | Bashkiriano   | 323,4 ± 0,4   |
| Carbonifero                                                                                           | Mississippiano | Serpukhoviano | 330,4 ± 0,4   |
| Carbonifero                                                                                           | Mississippiano | Viséano       | 346,7 ± 0,4   |
| Carbonifero                                                                                           | Mississippiano | Tournaisiano  | 358,86 ± 0,19 |
| Devoniano                                                                                             | Superiore      | Famenniano    | Più antico    |
| Suddivisione del sistema del Carbonifero secondo la Commissione internazionale di stratigrafia (ICS). |                |               |               |

Nella scala dei tempi geologici il Serpukhoviano  è l'ultimo dei tre piani o stadi stratigrafici in cui viene suddiviso il Mississippiano, che a sua volta è il primo dei due sotto-periodi che compongono il periodo Carbonifero.
Il Serpukhoviano è compreso tra 328,3 ± 1,6 e 318,1 ± 1,3 milioni di anni fa (Ma). È preceduto dal Viséano e seguito dal Bashkiriano, il primo stadio del successivo Pennsylvaniano.

## Etimologia
Il Serpukhoviano deriva il suo nome da quello della città di Serpukhov, situata circa 100 km a sud di Mosca, in Russia.
La denominazione e lo stadio furono proposti nel 1890 dallo stratigrafo russo Sergei Nikitin e furono introdotti ufficialmente nella stratigrafia europea nel 1974.

## Definizioni stratigrafiche e GSSP
La base del Serpukhoviano è fissata alla prima comparsa negli orizzonti stratigrafici dei conodonti della specie Lochriea ziegleri.
Il limite superiore, che funge da base del successivo Pennsylvaniano, è dato dalla prima comparsa del conodonte  Declinognathodus nodiliferus. Tale limite è appena al di sopra della prima comparsa dei foraminiferi della specie Globivalvulina bulloides, del genere ammonitico Homoceras e della biozona ammonitica dell'Isohomoceras subglobosum.

### GSSP
Il GSSP, il profilo stratigrafico di riferimento della Commissione Internazionale di Stratigrafia, non è ancora stato fissato al 2010.

Candidati in corso di valutazione sono Verkhnyaya Kardailovka (Urali) e Nashui (Cina).

## Suddivisioni
Il Serpukhoviano comprende quattro biozone a conodonti:
- Zona del Gnathodus postbilineatus
- Zona del Gnathodus bollandensis
- Zona della Lochriea cruciformis
- Zona della Lochriea ziegleri

Nella stratigrafia russa il Serpukhoviano viene suddiviso in tre sottostadi: Protviano, Stesheviano e Tarusiano.

Nella stratigrafia inglese, il Serpukhoviano (Namuriano inferiore) viene suddiviso in tre sottostadi: Chokieriano (solo la parte inferiore, la superiore ricade nel Bashkiriano), Arnsbergiano e Pendleriano.